# پرستاری مراقبت‌های سرپایی
پرستاری مراقبت‌های سرپایی (به انگلیسی: Ambulatory care nursing) یکی از تخصصهای پرستاری است. مشخصه آن ارزیابی سریع و متمرکز بیمار، رابطه بلند مدت بیمار/پرستار/خانواده و آموزش و توضیح نسخه‌ها است برای مراقبت در انجام فعالیت‌های ممکن برای برای بیمار و مراقبت دهندگانشان. محل کار این پرستاران در موقعیتهای سرپایی (غیر بیمارستانی) است. ایند پرستاران گستره وسیعی از بیماران و موقعیتها را پوشش می‌دهند، از مراقبتهای پیشگیری و بهبود سلامتی تا مراقبت بیماران در حال مرگ.